# Styrax agrestis
Styrax agrestis là một loài thực vật có hoa trong họ Bồ đề. Loài này được (Lour.) G. Don miêu tả khoa học đầu tiên năm 1837.